# Ободівка (Тернопільський район)

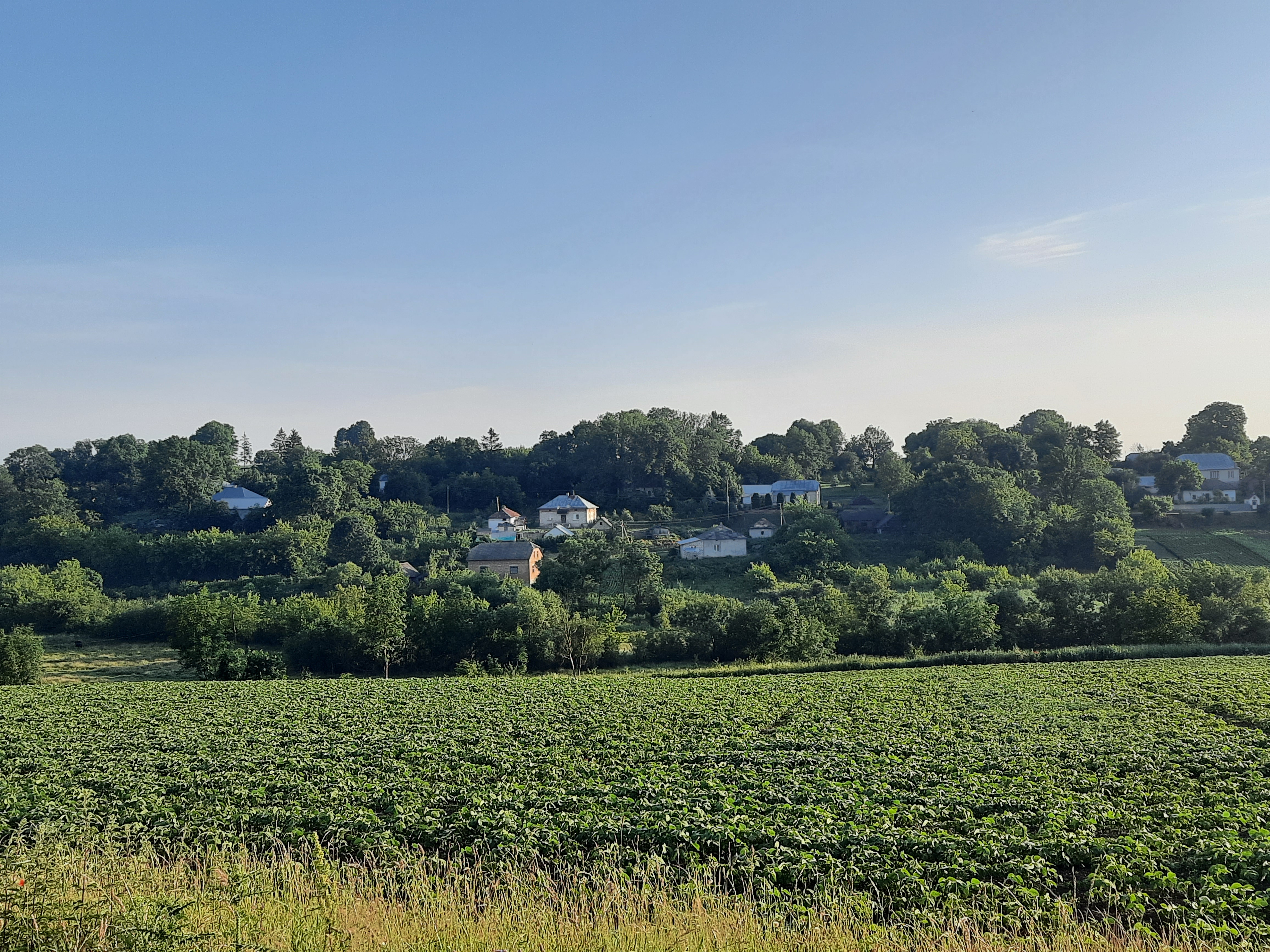
Вигляд на село з пагорба

Обо́дівка — село в Україні, у Скориківській сільській громаді Тернопільського району Тернопільської області. Підпорядковувалося Терпилівській сільраді. Від вересня 2015 року ввійшло у склад Скориківської сільської громади. Розташоване на сході району. 
Населення — 129 осіб (2001).

## Історія
Перша письмова згадка – 1544 р. За даними краєзнавця М. Крищука, назва походить від слова “обод” (поселення обведене водою). У середині ХІХ століття належало Тадеушеві Туркулу. У 1885 р. в селі проживали 347 осіб. Був великий став.
У 1904 році велика земельна власність належала Т. Федоровичу.
Діяли філії українських товариств «Просвіта», «Сокіл», «Сільський господар», «Союз українок», «Рідна школа».
12 червня 2020 року, відповідно до розпорядження Кабінету Міністрів України  № 724-р «Про визначення адміністративних центрів та затвердження територій територіальних громад Тернопільської області», село увійшло до складу Скориківської селищної громади.
19 липня 2020 року в результаті адміністративно-територіальної реформи та ліквідації Підволочиського району, село увійшло до складу новоствореного Тернопільського району.

## Пам'ятки
Є «фіґура» (відновлена 1990).

## Соціальна сфера
Працює торговельний заклад.

## Відомі люди
В Ободівці народився художник-графік Петро Обаль.